# Clara Winston
Clara Winston (geboren als Clara Brussel am 6. Dezember 1921 in New York City; gestorben am 7. November 1983 in Northampton (Massachusetts)) war eine US-amerikanische Übersetzerin und Schriftstellerin.

## Leben
Clara Brussel besuchte das Brooklyn College. Sie heiratete Richard Winston, sie hatten zwei Kinder. Ihre Tochter Krishna Winston-Billingsley arbeitet ebenfalls als Übersetzerin. Clara und Richard Winston übersetzten mehr als 150 Bücher aus dem Deutschen ins Englische, darunter Werke von Hannah Arendt, Hermann Hesse, Rolf Hochhuth, Franz Kafka, Thomas Mann und Albert Speer. Sie übersetzte auch ein Buch aus dem Französischen. Im Jahr 1978 erhielten sie den National Book Award for Translated Literature für das Buch In the Deserts of This Earth von Uwe George. 
Clara Winston schrieb auch die Romane The Closest Kin There Is und The Hours Together.  
Winston lebte in Halifax (Vermont). 

## Schriften (Auswahl)
- The Closest Kin There Is. Roman.
- The Hours Together. Roman.
- Richard Winston, Clara Winston: Notre-Dame de Paris. W W Norton & Co Inc, 1972
  - Richard Winston, Clara Winston: Notre-Dame. Übersetzung Lydia Dewiel. Wiesbaden : Ebeling, 1976
- Richard Winston, Clara Winston: The Horizon Book of Daily Life in the Middle Ages. 1975
- Richard Winston: Thomas Mann : the making of an artist, 1875–1911; from his childhood to the writing of Death in Venice. Nachwort Clara Winston. London : Constable, 1982

## Gemeinsame Übersetzungen (Auswahl)
- Albert Speer: Inside the Third Reich. The Classic Account of Nazi Germany by Hitler's Armament Minister. Übersetzung Richard Winston, Clara Winston. London : Sphere Books, 1971
- Hans Herlin: Which way the wind. Übersetzung Richard Winston, Clara Winston. 1975
- Uwe George: In the Deserts of This Earth. Übersetzung Richard Winston, Clara Winston. 1978
- Hannah Arendt: Rahel Varnhagen. The life of a Jewess. Übersetzung Richard Winston, Clara Winston. London: East And West Library, 1957

und außerdem Werke von Margot Benary-Isbert, C. W. Ceram, Ein Mord, den jeder begeht und Die Dämonen von Heimito von Doderer, Die Panne und Grieche sucht Griechin von  Friedrich Dürrenmatt, Der Stellvertreter von Rolf Hochhuth, C. G. Jung, Alexander Lernet-Holenia, Walter Mehring, Ludwig Reiners, Hans Sahl, Paul Sethe, Elsa Steinmann und weiteren.